# Nitkowatość borówki wysokiej

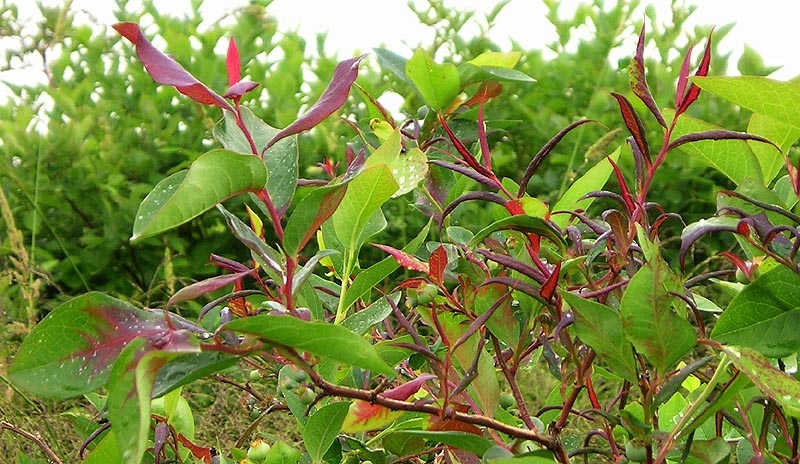
Porażone pędy i liście

Nitkowatość borówki wysokiej (ang. shoestring blueberry) – wirusowa choroba borówki wysokiej (Vaccinium corymbosum) wywołana przez wirusa nitkowatości borówki wysokie (Blueberry shoestring virus, BSSV).

## Szkodliwość i objawy
Po raz pierwszy chorobę zaobserwowano w latach 60. XX wieku w Michigan i New Jersey w USA. W Polsce pojawiła się w 2010 roku. Powoduje duże obniżenie plonu z porażonych krzewów.
Objawy choroby pojawiają się w drugim, trzecim lub czwartym roku od infekcji i przeważnie nie obejmują całego krzewu, lecz tylko część jego pędów. Porażone pędy stają się dłuższe, skręcone i łatwo się łamią. Liście są zielone lub ciemnoczerwone. Mogą być samej wielkości, ale w różnym stopniu zniekształcone, pofałdowane i poskręcane, nieraz nitkowate i ostro zakończone (w języku angielskim „shoestring”). Często ich nerwy są czerwono oblamowane w taki sposób, że tworzą wzór podobny do liścia dębu. Na jednorocznych pędach pojawiają się wydłużone, czerwone plamki o wymiarach 0,4 × 1,2–2,5 cm, latem gorzej widoczne. Objawy u niektórych odmian są tak wyraźnie widoczne, że możliwe jest rozpoznanie tej choroby nawet w stanie bezlistnym. Choroba poraża również kwiaty. Ulegają one zniekształceniu, a na ich płatkach tworzą się różowe lub czerwone paski. Porażone owoce mają barwę od czerwonej do purpurowoczerwonej jeszcze przed osiągnięciem dojrzałości i gotowości do zbioru.

## Epidemiologia
Wirus może być wprowadzony do uprawy wraz z porażonymi sadzonkami, na których objawy choroby nie są jeszcze widoczne. W USA przenoszony jest także przez mszycę Illinoia pepperi. Mszyce zbierają cząsteczki wirusa, żerując na zainfekowanych roślinach, a następnie przenoszą je podczas żerowania na zdrowe rośliny. Odbywa się to przez cały czas żerowania mszyc, od wiosny do jesieni. Mszyce mogą przelatywać pomiędzy krzewami, mogą też być wzdłuż rzędów mechanicznie transportowane przez kombajny.
Wirus BSSV zimuje w tkankach porażonych krzewów. Oprócz mszyc duże znaczenie w jego rozprzestrzenianiu ma także wegetatywne rozmnażanie borówki.

## Ochrona
Materiał do wykonywania sadzonek należy pobierać tylko ze zdrowych krzewów. Nawet jeśli wydają się zdrowe, warto je sprawdzić testem ELISA, który skutecznie wykrywa ten patogen. Może on być wykryty także testem biologicznym przy użyciu jako rośliny wskaźnikowej odmiany ‘Jersey’. Plantację należy systematycznie monitorować pod kątem objawów chorób. Po zauważeniu krzewów porażonych nitkowatością, należy je od razu usunąć. Należy też zwalczać mszyce będące wektorem chorób wirusowych.